# Mary Prince

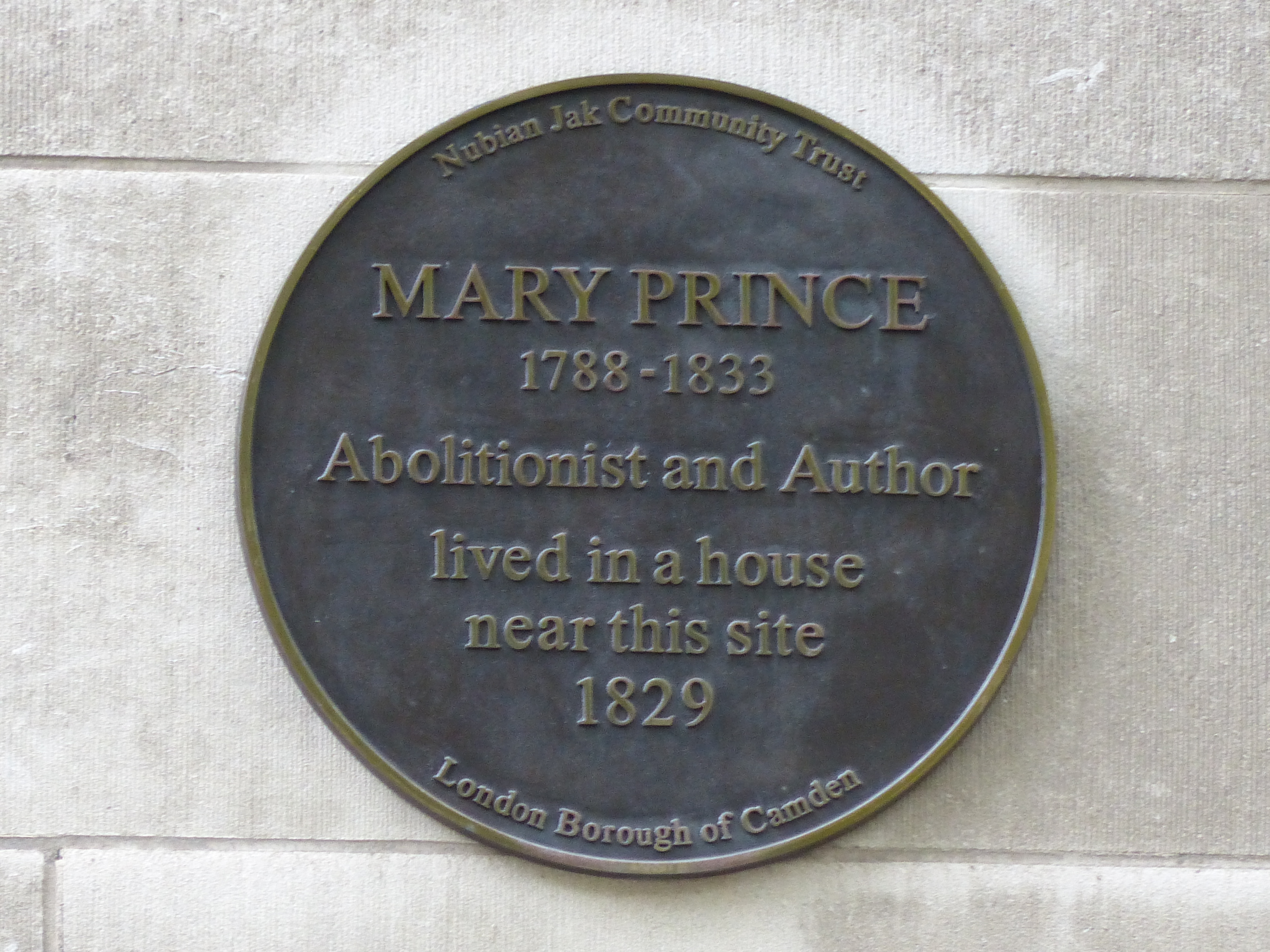
Gedenktafel für Mary Prince in Camden, London

Mary Prince (* 1. Oktober 1788 in Brackish Pond, Devonshire Parish, Bermuda; † 1833 oder danach) war eine Sklavin, britische Abolitionistin und Autorin. Sie war die erste schwarze Frau, die 1831 ihre Erfahrungen in der Sklaverei aufschreiben und publizieren ließ.

## Leben
Mary Prince wurde in Bermuda in eine versklavte Familie afrikanischer Herkunft geboren, ihr Vater mit Namen Prince war Sager und ihre Mutter Sue eine Haushälterin. Sie gehörte zuerst dem Farmer Charles Myners, bevor sie an Captain John Williams in Devonshire Parish weiterverkauft wurde. Selbst ein grausamer Master, behandelten jedoch seine Tochter Sarah und seine Enkeltochter Betsey sie gut. Als sie temporär an eine Mrs. Pruden vermietet wurde, brachte deren Tochter Fanny ihr das Lesen bei. Prince beschrieb diese frühen Jahre in ihrer Autobiografie als ihre glücklichsten, weil sie noch zu jung war, um ihre aussichtslose Lage als Sklavin zu begreifen.
Nach dem Tod von Mrs. Sarah Williams 1798 wurden die zwölfjährige Prince zwei Jahre später für 57 Pfund und ihre jüngeren Geschwister Hannah und Dinah nur wenige Tage später an einer Auktion in Hamilton (Bermuda) an unterschiedliche Besitzer weiterverkauft. Sie gelangte zwischen 1800 und 1815 an Captain John Ingham in Pembroke Parish, den sie, ebenso wie seine Ehefrau Mary, als sehr grausam beschrieb. Einige Jahre später wurde sie für 100 Pfund an einen Captain Robert Darrel in Grand Turk, einen brutalen Sadisten, verkauft. Sie musste in den Salzbecken arbeiten, eine körperlich anstrengende Arbeit, die ihre Gesundheit stark beeinträchtigte. Nach etwa zehn Jahren kehrte sie mit Mr. Darrel nach Devonshire Parish in Bermuda zurück, wo sie als Haussklavin eingesetzt und auch sexuell missbraucht wurde. Ihr nächster Besitzer, Mr. John Adams Wood, nahm sie mit nach Antigua. Er und seine Frau waren ebenso grausam und ausbeuterisch wie Mr. Darrel. Um Trost zu finden, wendete sich Prince etwa 1817 der Religion zu. Sie trat in Spring Gardens der Herrnhuter Brüdergemeine bei, einer protestantischen Glaubensbewegung mit Ursprung in Deutschland, die sehr aktiv in der Missionsarbeit war. In diesem Umfeld lernte sie auch ihren späteren – freien – Ehemann, Daniel James, kennen und heiratete ihn an Weihnachten 1826 in der Kapelle von Spring Gardens, ohne ihre Besitzer um Erlaubnis zu fragen. Sie wurden wütend, als sie es erfuhren.
Zwei Jahre später ging sie mit den Woods nach London, wo sie gemäß dem Somerset-vs.-Stewart-Urteil von 1772 frei war. Nach wiederholten Misshandlungen durch die Woods machte Prince von ihrem Recht auf Freiheit auf englischem Boden Gebrauch. Etliche Menschen der Herrenhuter Brüdergemeine halfen ihr mit Kleider, Geld und bezahlter Arbeit. Die Anti-Slavery Society in Aldermanbury unterstützte sie mit rechtlicher Beratung durch George Stephen. Sie wurde darauf hingewiesen, dass sie mit einer Rückkehr nach Antigua ihre Freiheit verwirken würde. Sie stand vor der Entscheidung, mit Woods als Sklavin zurück zu ihrem Ehemann zu gehen oder als freie Frau in England zu bleiben. Es war schwer für Prince, sich ihren eigenen Lebensunterhalt in England zu verdienen.
Ende November 1828 stellte sie der Sekretär der Anti-Slavery Society, Thomas Pringle, als Hausangestellte ein, da sie arbeitslos geworden war. Eine Petition an das Parlament, die am 24. Mai 1829 behandelt wurde, damit sie als freie Person nach Antigua zurückzukehren könnte, war erfolglos. Noch am 20. Oktober 1830 verfasste sie einen Brief an Mr. Taylor, den Sekretär von Patrick Ross, dem Gouverneur Antiguas. Und Pringle versuchte eine Übereinkunft mit den Woods zu erreichen, um Marys Freiheit zu erhalten, was jedoch auch nicht gelang.
1831 diktierte sie Susanna Strickland, einer Freundin der Pringles, ihre Lebensgeschichte. Thomas Pringle fügte die Erzählung des Sklaven Louis Asa-Asa hinzu mit dem Titel: Narrative of Louis Asa-Asa, A Captured Africanund gab das Buch heraus. Samuel Bagster druckte es und es kam in London im Verlag F. Westley und A. H. Davis heraus, in Edinburgh waren die Verleger Waugh & Innes. Prince betonte darin, dass es ihr große Sorgen bereite, dass einige Menschen in England behaupteten, dass Sklaven und Sklavinnen gar nicht frei sein wollten:

„Der Mann, der sagt, dass ein Sklave glücklich sei mit der Sklaverei – dass sie nicht frei sein wollen –, ist entweder ignorant oder ein Lügner. Ich habe niemals gehört, dass ein Sklave so etwas gesagt hat.“

The History of Mary Prince wurde noch im selben Jahr publiziert und war ein großer Erfolg. Es handelt sich um die erste autobiografische Aufzeichnung einer schwarzen Frau, die in Großbritannien erschien. Ihr Bericht prägte den Diskurs um die Abschaffung der Sklaverei, die 1834 mit dem 1833 vom Parlament erlassenen Slavery Abolition Act verboten wurde. Nach dem 28. August 1833 konnte sie nach Antigua zurückkehren und trotzdem frei bleiben. Es ist nicht überliefert, ob Mary Prince in England blieb oder nach Antigua zurückkehrte.

## Ehrungen
- In London erinnert seit 2007 eine Gedenktafel in der Malet Street an Mary Prince und ihren Wohnort[1][9]
- Ihre Geschichte ist Teil der Ausstellung London, Sugar & Slavery im Museum of London Docklands.[10][11]
- Im Jahr 2012 wurde Mary Prince als Nationalheldin von Bermuda anerkannt, seit 2020 wird am 2. August in Bermuda der Mary Prince Day gefeiert.[12]
- Am 1. Oktober 2018 stellte ein Google Doodle sie und ihre Werke dar[13]

## Schriften
- The History of Mary Prince, A West Indian Slave, Related by Herself , F. Westley und A. H. Davis, London Februar 1831, Digitalisat.
- The History of Mary Prince. A West Indian Slave, hg. von Sara Salih, Penguin, London 2004, ISBN 978-0-14-043749-2.